# Granice namiętności
Granice namiętności (ang. The Edge of Love) – brytyjski film biograficzny z gatunku melodramat z 2008 roku w reżyserii Johna Maybury'ego. Wyprodukowana przez wytwórnię BBC Films, Capitol Films, Prescience Film Fund, Prescience, Rainy Day Films, Sarah Radclyffe Productions Limited i Wales Creative IP Fund.
Premiera filmu odbyła się 18 czerwca 2008 podczas Festiwalu Filmowego w Edynburgu, a dwa dni później 20 czerwca w Wielkiej Brytanii. Zdjęcia do filmu zrealizowano w Laugharne, New Quay, na Wybrzeżu Pemborkshire, Swansea w Walii oraz w Londynie w Anglii w Wielkiej Brytanii.

## Opis fabuły
Akcja filmu rozgrywa się w Londynie podczas II wojny światowej. Piosenkarka Vera Phillips (Keira Knightley) spotyka poetę i autora filmów propagandowych, Dylana Thomasa (Matthew Rhys). Mężczyzna, który był jej pierwszą miłością, jest obecnie mężem Caitlin Macnamary (Sienna Miller). Dawni kochankowie nawiązują romans.

## Obsada
Źródło: Filmweb
- Sienna Miller jako Caitlin MacNamara
- Keira Knightley jako Vera Phillips
- Matthew Rhys jako Dylan Thomas
- Cillian Murphy jako William Killick
- Camilla Rutherford jako Nicolette
- Lisa Stansfield jako Ruth Williams
- Anne Lambton jako Anita Shenkin
- Karl Johnson jako Dai Fred
- Alastair Mackenzie jako Anthony Devas
- Richard Clifford jako Alistair Graham
- Richard Dillane jako podpułkownik David Talbot Rice

## Nagrody i nominacje
Źródło: Filmweb
| Rok  | Miejsce                         | Nagroda | Kategoria                      | Odbiorcy i nominowani | Wynik     |
| ---- | ------------------------------- | ------- | ------------------------------ | --------------------- | --------- |
| 2008 | British Independent Film Awards | BIFA    | Najlepsza aktorka drugoplanowa | Sienna Miller         | Nominacja |